# La Conversion de saint Paul (Brueghel)
Pour les articles homonymes, voir La Conversion de saint Paul.
La Conversion de saint Paul est un tableau peint par Pieter Brueghel l'Ancien en 1567. Il est conservé au musée d'histoire de l'art de Vienne à  Vienne.

## Description
Après Pierre, Paul est le plus important des apôtres. Sa conversion à la foi chrétienne a de tous temps constitué une des légendes centrales du christianisme. En comparaison du paysage du Suicide de Saül, la formation montagneuse apparaît comme plus capricieuse. Les versants sont escarpés et le chemin tortueux souligne leur forte dénivellation, image dont on a cherché l'origine dans l'expérience alpine de Brueghel.